# Bøverbru Station
Bøverbru Station (Bøverbru stasjon) var en jernbanestation, der lå ved byområdet Bøverbru i Vestre Toten kommune på Skreiabanen i Norge. Stationen blev åbnet som holdeplads sammen med banen 28. november 1902 og blev opgraderet til station 1. maj 1916. Persontrafikken på banen blev indstillet 15. september 1963, men godstrafikken fortsatte. Stationen blev ubemandet 1. juli 1982, og 1. februar 1988 blev Skreiabanen nedlagt.
Stationsbygningen blev tegnet af Paul Armin Due og fik i 1916 tilføjet en stationsmesterbolig i stil med Paul Dues ledvogterboliger på den sydlige del af Solørbanen. Stationen havde periodevist postkontor. I dag benyttes bygningen til en antikvitetsforretning.
Sporet ved den nedlagte station blev taget op allerede i 1988, men et stykke af sporet fra Reinsvoll Station blev bevaret til eventuel fremtidig brug i forbindelse med Bøverbru kalkverk. Sporet ender i dag omkring en kilometer nordvest for den nedlagte station.
Bøverbru Station lå 3,99 km fra banens udgangspunkt i Reinsvoll.